# Nan’an (Quanzhou)

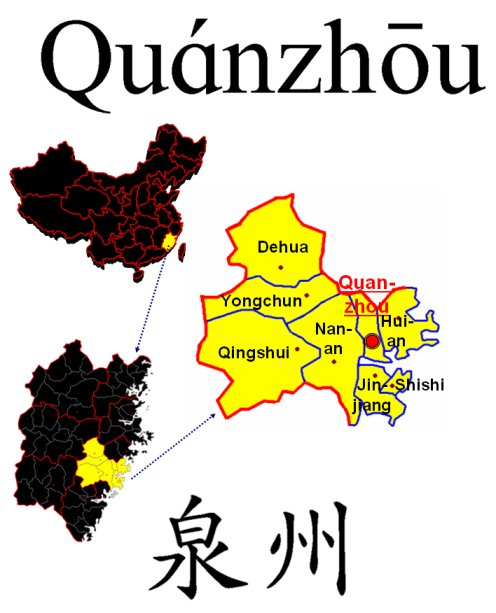
Kreisebene der Stadt Quanzhou

Nan’an (chinesisch 南安市, Pinyin Nán’ān Shì) ist eine kreisfreie Stadt der bezirksfreien Stadt Quanzhou in der chinesischen Provinz Fujian. Sie hat eine Fläche von 2.017 km² und zählt 1.517.514 Einwohner (Stand: 2020).